# Vladislava
Vladislava je žensko osebno ime.

## Izvor imena
Ime Vladislava je različica ženskega osebnega imena Vladimira.

## Pogostost imena
Po podatkih Statističnega urada Republike Slovenije je bilo na dan 31. decembra 2007 v Sloveniji število ženskih oseb z imenom Vladislava: 92.

## Osebni praznik
V koledarju je ime Vladislava uvrščeno k imenu Ladislav.